# Ш
Cette page contient des caractères spéciaux ou non latins. S’ils s’affichent mal (▯, ?, etc.), consultez la page d’aide Unicode.

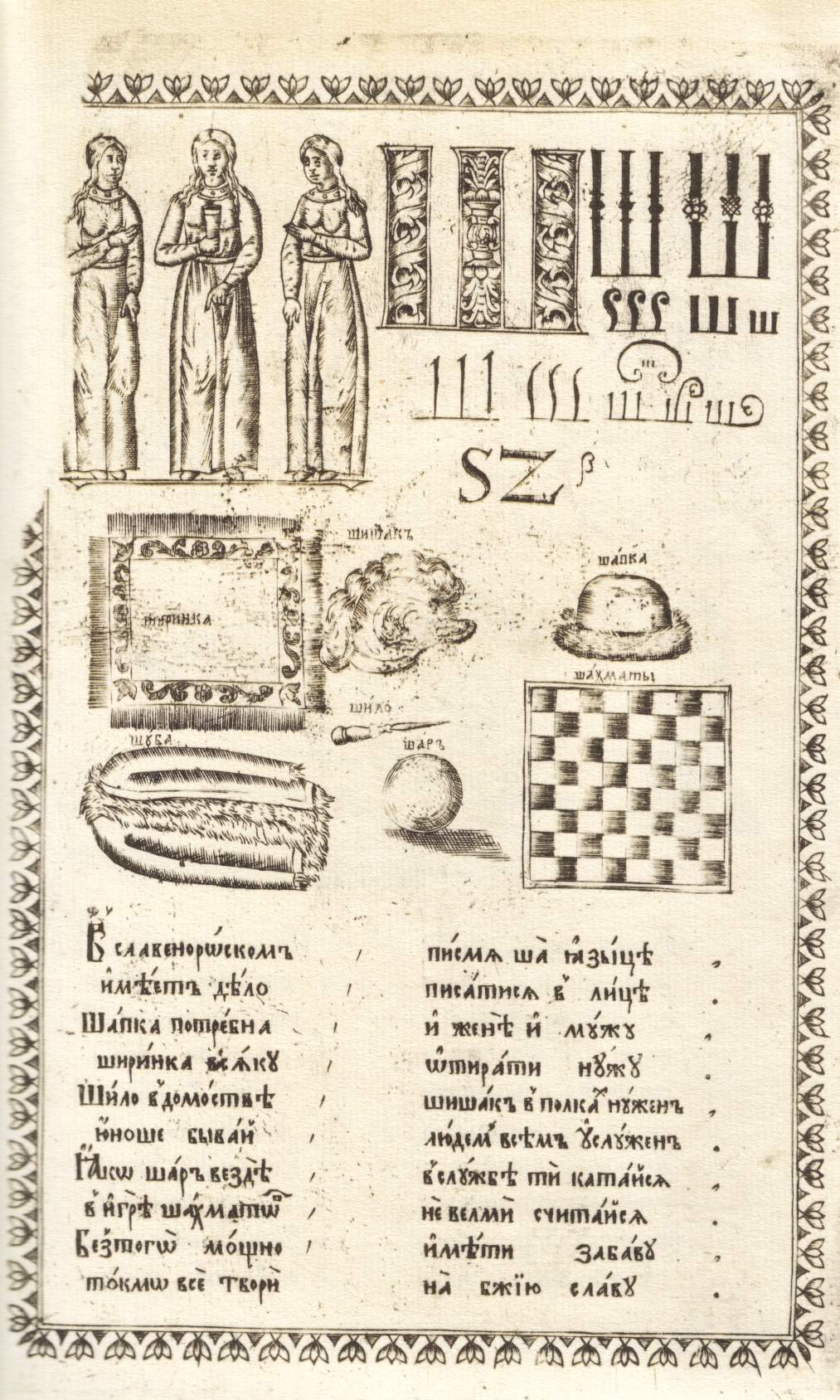
Les formes du cha dans l’Alphabet de Karion Istomin de 1694.

Cha (capitale Ш, minuscule ш) est une lettre de l'alphabet cyrillique. En graphie manuscrite, la lettre peut être marquée d'un trait de soulignement.

## Histoire
La lettre cha ‹ Ш › provient de la lettre glagolitique cha ‹ Ⱎ › qui serait elle-même dérivée de la lettre shin en hébreu ‹ ש › ou en arabe ‹ ش ›.

## Linguistique
Ш représente une consonne fricative palato-alvéolaire sourde [ʃ].

## Mathématiques
Ш représente la fonction peigne de Dirac.

## Représentation informatique
Le cha peut être représenté avec les caractères Unicode suivants :
| formes    | représentations | chaînes de caractères | points de code | descriptions                    |
| --------- | --------------- | --------------------- | -------------- | ------------------------------- |
| capitale  | Ш               | Ш                     | U+0428         | lettre majuscule cyrillique cha |
| minuscule | ш               | ш                     | U+0448         | lettre minuscule cyrillique cha |